# Beit Lahiya
Beit Lahia, auch als Beit Lahija transkribiert (arabisch بيت لاهية Bait Lahiya, DMG Beit Lāhia ‚Haus des Lahia‘), ist eine palästinensische Stadt im Gouvernement Nordgaza. Sie liegt in der nordöstlichen Grenze des Gazastreifens zu Israel, etwa 6 km östlich von Gaza-Stadt, 3 km westlich von Beit Hanun und nördlich von Dschabaliya. Beit Lahia hatte 2017 laut dem Palästinensischen Zentralamt für Statistik 89.838 Einwohner.

## Geografie und Demografie
Das Wort „Lahia“ ist syrisch und bedeutet „Wüste“ oder „Müdigkeit“. Die Stadt ist von Sanddünen umgeben, von denen einige bis zu 55 m (180 ft) über dem Meeresspiegel liegen. Die Gegend ist für ihre vielen großen Maulbeer-Feigenbäume bekannt. Beit Lahia ist bekannt für ihr frisches, süßes Wasser, ihre Beeren und Zitrusbäume. Laut dem englischen Orientalisten Edward Henry Palmer stammte „Lahia“ ursprünglich von „Lahi“, einem persönlichen Namen.

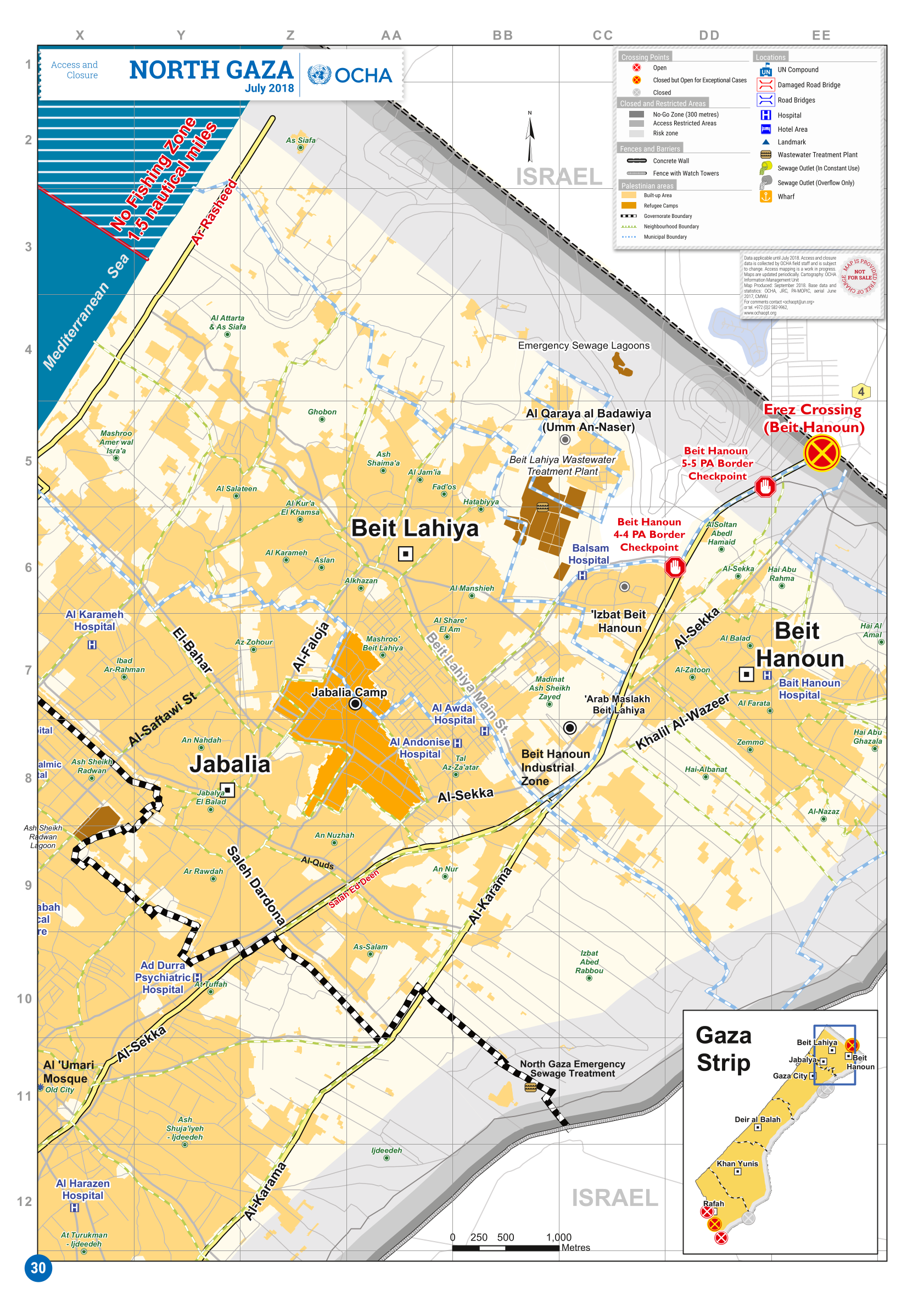
Beit Lahia und Gouvernement Nordgaza, die Stadt befindet sich im Norden des Gazastreifens

Bei der Volkszählung Palästinas im Jahr 1922, die von den britischen Mandatsbehörden durchgeführt wurde, hatte Beit Lahia eine Bevölkerung von 871 Einwohnern, alles Muslime, und stieg bei der Volkszählung 1931 auf 1.133, immer noch alle Muslime, in 223 Häusern.
Laut einer offiziellen Land- und Bevölkerungsumfrage bestand die Bevölkerung von Beit Lahia in den Statistiken von 1945 aus 1.700 Muslimen und die Landfläche betrug 38.376 Dunams. Davon waren 134 Dunams für Zitrusfrüchte und Bananen, 1.765 für Plantagen und bewässerbares Land, 15.185 für Getreide vorgesehen, während 18 Dunams bebaute Gebiete waren.

## Geschichte
Beit Lahia hat einen alten Hügel und in der Nähe liegen verlassene Dorfruinen. Es wurde vermutet, dass es Baitelia, die Heimatstadt des spätantiken Kirchenhistorikers Sozomenos, war, wo sich ein Tempel befand. Es wurden Keramiken aus byzantinischer Zeit gefunden. Von einer alten Moschee westlich von Beit Lahia aus dem Ende der Fatimidenzeit und dem Beginn der Ayyubiden-Dynastie Saladins ist nur noch ein Mihrab oder eine Moscheennische übrig, die die Richtung des Salaah (Gebets) anzeigt. Aus der osmanischen Zeit sind zwei weitere Moscheen erhalten.
Der arabische Geograph Yaqut al-Hamawi (gest. 1229) beschrieb „Bait Lihya“ als „in der Nähe von Ghazzah“ gelegen und bemerkte weiter, dass „es ein Dorf mit vielen Obstbäumen“ sei.

### Mamluken-Herrschaft
Eine Marmorplatte, die im Maqam (Schrein) von Salim Abu Musallam in Beit Lahia deponiert wurde, ist mit spätmamlukischen Naskhi-Buchstaben beschriftet. Es handelt sich um eine Grabinschrift über vier Söhne des Gouverneurs von Gaza, Aqbay al-Aschrafi, die alle im Monat Radschab 897 (=29. April – 9. Mai 1492 n. Chr.) starben. Es wird angenommen, dass die Kinder an der von Mudschir ad-Din beschriebenen Pest starben, die 1491–1492 Palästina verwüstete.

### Osmanische Ära
Im Jahr 1517 wurde das Dorf zusammen mit dem Rest Palästinas in das Osmanische Reich eingegliedert, und im Jahr 1596 erschien Beit Lahia in den osmanischen Steuerregistern als Nahiya (Unterbezirk) von Gaza unter dem Gaza Sandschak. Es hatte eine Bevölkerung von 70 muslimischen Haushalten und zahlte einen festen Steuersatz von 25 % auf verschiedene landwirtschaftliche Produkte, darunter Weizen, Gerste, Sommerfrüchte, Weinberge, Obstbäume, Ziegen und/oder Bienenstöcke.
Im 17. und 18. Jahrhundert erlebte das Gebiet von Beit Lahia aufgrund des nomadischen Drucks auf die örtlichen Gemeinden einen erheblichen Prozess des Siedlungsrückgangs. Die Bewohner der verlassenen Dörfer zogen in die verbliebenen Siedlungen, das Land wurde jedoch weiterhin von den Nachbardörfern bewirtschaftet. Im Jahr 1838 erwähnte der Palästinaforscher Edward Robinson, dass Beit Lahia ein muslimisches Dorf in der nähe von Gaza sei.
Im Mai 1863 besuchte französische Forschungsreisende Victor Guérin das Dorf. Er beschrieb es als „mit 250 Einwohnern bevölkert, es liegt in einem länglichen Tal, ist gut kultiviert und von hohen Sanddünen umgeben, die eine große Hitze verursachen. Es ist eine kleine Oase, die ständig von wandernden Sandhügeln bedroht wird, die sie umgeben.“
Im Jahr 1883 wurde es in der Palestine-Exploration-Fund-Umfrage über Westpalästina als „kleines Dorf mit schönen Gärten und großen und alten Olivenhainen mitten im Sand“ beschrieben. Im Süden gibt es einen Brunnen Dorf."

### Erster Weltkrieg und Britisches Mandat Palästina

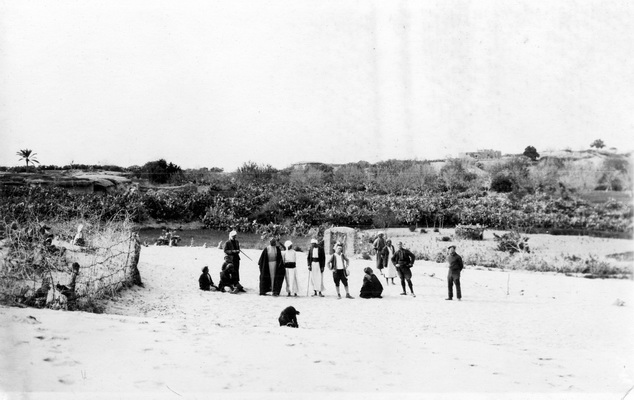
Beit Lahia, 1923

Beit Lahia, Gaza und Umgebung wurden während des Ersten Weltkriegs durch die Briten im Rahmen der Sinai- und Palästina-Kampagne besetzt. Die Schlachten von Gaza fanden zwischen den Alliierten unter britischer Führung und den osmanischen Truppen statt.
Die Erste Schlacht von Gaza im März 1917 sah die Briten in dem Bestreben Gaza und Umgebung einzunehmen, jedoch scheiterten sie aufgrund von Kommunikationsproblemen und schlechter Truppenkoordination. Die osmanischen Truppen konnten erfolgreich ihre Verteidigung aufrechterhalten. Im Zuge der Zweiten Schlacht von Gaza im April 1917 unternahmen die Alliierten einen erneuten Angriff auf die Stadt. Obwohl es gelang, die osmanischen Verteidigungsstellungen zu durchbrechen, versäumten es die britischen Truppen aufgrund von Fehlern in der Nachverfolgung, die Stadt und Umgebung vollständig einzunehmen.
Die Dritte Schlacht von Gaza im Oktober 1917 markierte einen weiteren Angriff auf die Umgebung unter dem Kommando von General Edmund Allenby. Der Angriff führte schließlich dazu, dass die Briten Gaza und Umgebung am 7. November 1917 einnahmen. Dieser Erfolg war entscheidend für den Verlauf der Sinai- und Palästina-Kampagne während des Ersten Weltkriegs und legte den Grundstein für die weiteren Entwicklungen in der Region.

### Israelische Besatzung bis Palästinensische Verwaltung
Die Stadt wurde im Sechstagekrieg 1967 von Israel besetzt. Seit 1994 untersteht der Ort der Selbstverwaltung der Palästinensischen Autonomiebehörde, 2005 endete die militärische Besetzung durch Israel. 2007 vertrieb die islamistische Hamas beim Kampf um Gaza die Fatah vom Gazastreifen.

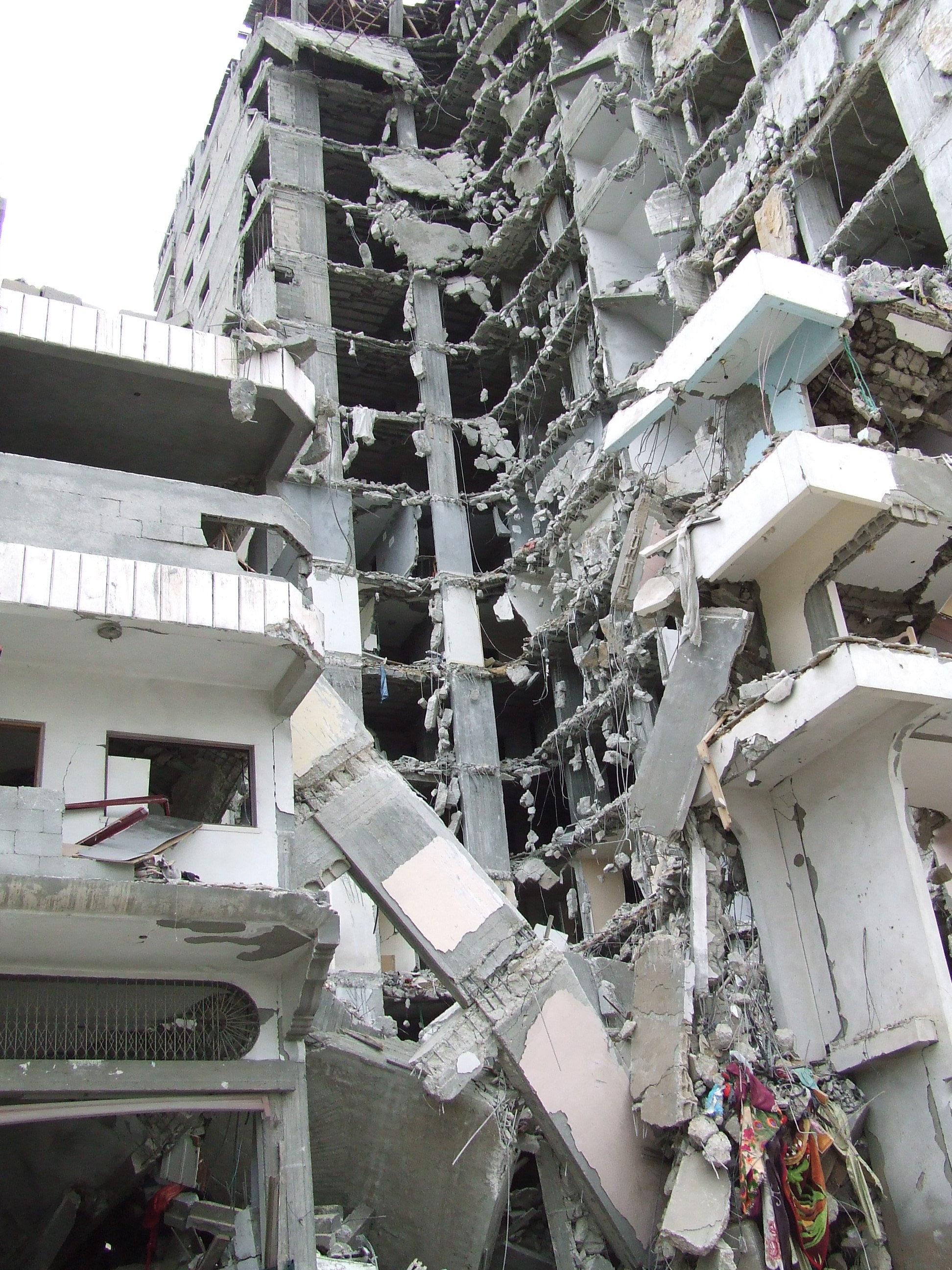
Zerstörte Gebäude im Gazakrieg, 2008

Am 4. Januar 2005 wurden sieben zivile Bewohner von Beit Lahia, darunter sechs Mitglieder derselben Familie, getötet. Der Vorfall wurde auf den Beschuss des landwirtschaftlichen Gebiets, in dem sie arbeiteten, durch die israelischen Streitkräfte (IDF) zurückgeführt. Am 9. Juni 2006 wurden acht Zivilisten durch IDF-Granaten getötet, als sie am nördlichen Strand von Gaza in Beit Lahia picknickten. Unter den Toten befanden sich sieben Mitglieder der Familie Ali Ghaliya.
Die Stadt ist ein häufiges Ziel israelischer Luftangriffe und war bereits oft Schlachtfeld zwischen Israel und der Hamas.
Die bekannte Ibrahim al-Maqadna-Moschee wurde 2009 von israelischen Raketen getroffen, wobei 14 Menschen starben, darunter sechs Kinder. Zusätzlich wurden dabei mehr als 60 Menschen verletzt. Der Raketenangriff auf die Ibrahim al-Maqadma-Moschee ereignete sich am 3. Januar 2009 im Rahmen des Israel-Gaza-Krieges 2008–2009, als eine israelische Rakete während des Abendgebets die Moschee im Gazastreifen traf. Zeugen sagten, dass zu diesem Zeitpunkt über 200 Palästinenser drinnen beteten.

### Gazakrieg 2023–2024
Während des Israel-Gaza-Krieges 2023 rückte die israelische Armee am 27. Oktober 2023 in die Stadt vor.
Am 19. Oktober 2024 führte die israelische Armee Angriffe auf Beit Lahia durch, bei denen mindestens 92 Palästinenser – überwiegend Frauen und Kinder – getötet und mehr als 100 Menschen verletzt wurden; viele weitere wurden vermisst und waren unter den Trümmern verschüttet. Israelische Luftangriffe und Artilleriegranaten trafen dicht bevölkerten Wohnblocks, in denen sich Anwohner und Evakuierte aufhielten, vor allem in den westlichen Gebieten der Stadt. Der Sprecher des Zivilschutzes im Gazastreifen, Mahmoud Bassal, berichtete, dass der gesamte betroffene Wohnblock „dem Erdboden gleichgemacht“ worden sei.
Ein Luftangriff der israelischen Armee tötete am 29. Oktober 2024 in Beit Lahia mindestens 93 Menschen, darunter 25 Kinder, 40 weitere wurden in den Trümmern vermisst. Das Kamal-Adwan-Krankenhaus wurde mehrfach Ziel von militärischen Angriffen und Belagerungen durch die israelische Armee, dabei wurden Dutzende von Menschen in den umliegenden Gebieten verletzt und getötet. Am 27. Dezember 2024 stürmte die israelischen Armee das Kamal-Adwan-Krankenhaus, Patienten und Personal wurden mit Gewalt entfernt und das Gebäude anschließend in Brand gesetzt – es war das letzte funktionstüchtige Krankenhaus im nördlichen Gazastreifen, das nach Beginn des Gazakrieges im Oktober 2023 noch in Betrieb war.

## Indonesisches Krankenhaus

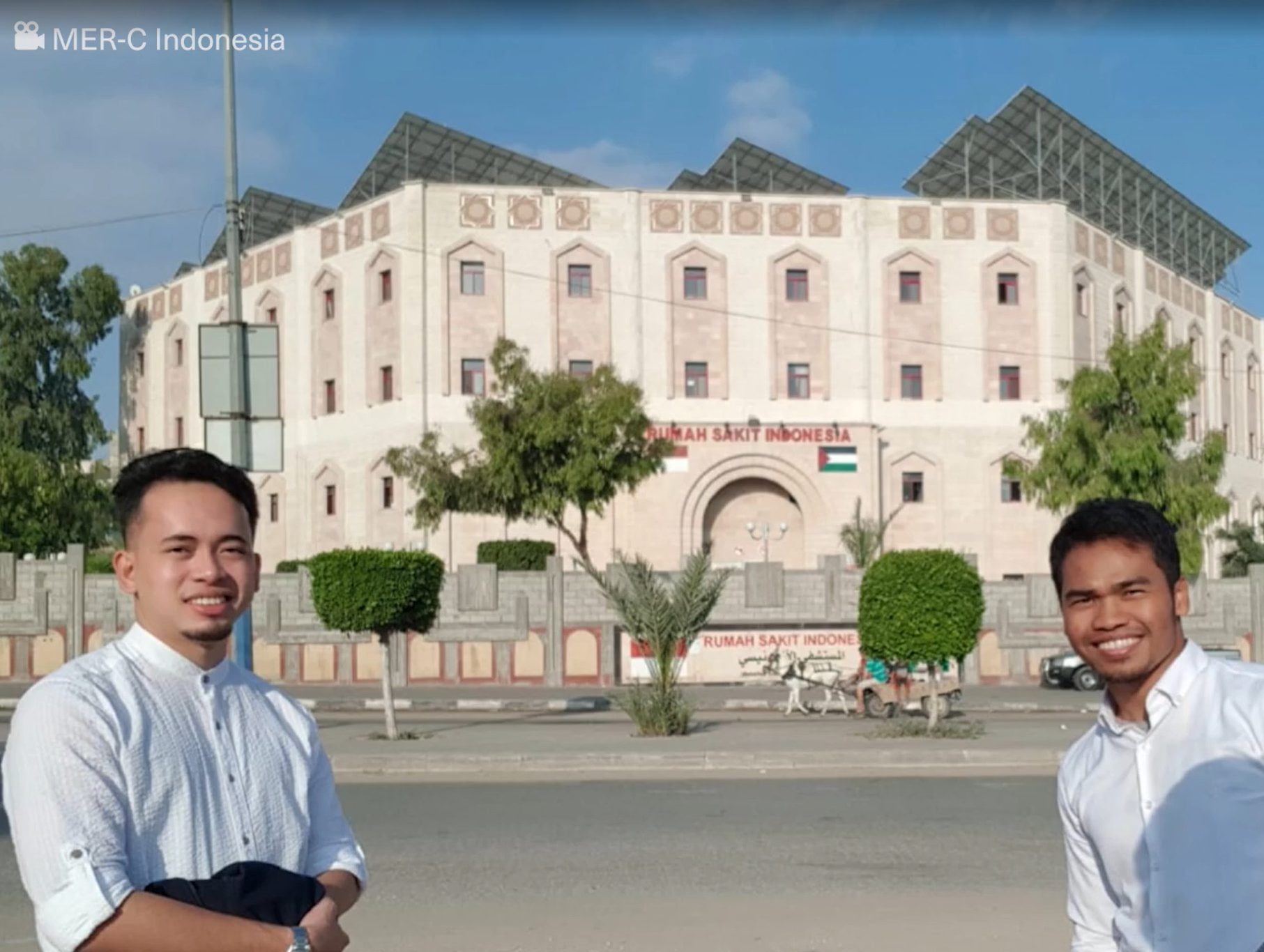
Indonesisches Krankenhaus in Gaza, Beit Lahia

Das Indonesische Krankenhaus (arabisch المستشفى الإندونيسي, DMG al-Mustašfá al-Indūnīsī) ist ein Krankenhaus in Beit Lahia. Das Krankenhaus verfügt über 100 Stationsbetten, 4 Operationssäle und eine Intensivstation mit 10 Betten. Zum Personal gehören etwa 400 Palästinenser, die vom von der Hamas kontrollierten Gesundheitsministerium des Gazastreifens bezahlt werden, und mehrere Freiwillige aus Indonesien. Es galt als das größte Krankenhaus für die Bevölkerung nördlich von Gaza.
Der Bau des Krankenhauses begann 2011 auf einem 16.000 Quadratmeter großen Grundstück, das von der Regierung des Gazastreifens gespendet wurde. Das Projekt kostete 126 Milliarden IDR (8,7 Mio. $) und wurde durch Spenden von Indonesiern und Organisationen wie der Indonesischen Rotkreuzgesellschaft und Muhammadiyah finanziert, die von der indonesischen humanitären Organisation Medical Emergency Rescue Committee (MER-C) gesammelt wurden. Der damalige indonesische Vizepräsident Muhammad Jusuf Kalla weihte das Krankenhaus am 9. Januar 2016 ein. Im Krankenhaus gab es einen der wenigen modernen CT-Scanner der Umgebung. Einhergehend mit dem Bau des Indonesischen Krankenhauses wurde das Kamal Adwan Krankenhaus für seine Renovierung geschlossen.
Israel belagerte das Indonesische Spital ab November 2023, da es ein unterirdisches Tunnelnetzwerk der Hamas unter dem Spital vermutete. Mitte November musste das Spital den Betrieb einstellen. Am 20. November 2023, umzingelte und belagerte die israelisch Armee das Krankenhaus vollständig. Ab Dezember 2023 wurde das besetzte Gebäude später in einen umstrittenen israelischen Militärstützpunkt umgewandelt.
Am 24. November 2023 griff die israelische Armee das Krankenhaus erneut an und zerstört einen Großteil davon. Im Juni 2024 konnte das Krankenhaus den Betrieb in eingeschränkter Weise wieder aufnehmen.

## Infrastruktur und ehemalige Siedlung
In der Ökonomie der Stadt spielt die Landwirtschaft eine wichtige Rolle, vor allem Zitronenplantagen.
Bis 2005 befand sich im Ort eine völkerrechtlich illegale israelische Siedlung, ein militärischer Korridor verband diese mit der westlichen Nachbarsiedlung Dugit.